# Regrets and Apologies
Regrets and Apologies är Between Us debut-EP, utgiven 2004 av Burning Heart Records. Skivan utgavs också i Japan av Alliance Traxx Records med bandets andra sjutummare samt osläppta låten Thaw som bonusspår.

## Låtlista
1. "Regrets & Apologies"
2. "Nothing Left"
3. "Bluff Called"
4. "Dialog"
5. "Looking Back"
6. "Drowsiness After Insomnia"

## Mottagande
Rock Sound gav betyget 7/10 och Lord of Metal 77/100.

### Fotnoter
1. 1 2  ”Between Us”. Burning Heart Records. http://www.burningheart.com/bands/index.php?id=170&bio=1. Läst 30 december 2011.
2. ↑  ”Regrets and Apologies”. Lords of Metal. Arkiverad från originalet den 23 mars 2004. https://web.archive.org/web/20040323203441/http://www.lordsofmetal.nl/showreview.php?id=3318&lang=en. Läst 2 januari 2012.